# 2시의 뮤직쇼 김기덕입니다
《2시의 뮤직쇼 김기덕입니다》는 김기덕의 진행으로 SBS 러브FM에서 방송되던 음악 전문 프로그램이다.
2011년 4월 9일 토요일 SBS 러브FM 봄 개편으로 신설되었다. 다시듣기 서비스를 제공하지 않는다. 2017년 3월 19일 자로 6년 만에 폐지되었다.

## 청취 가능 지역
현재 이 프로그램은 수도권에서만 라디오를 통해 청취가 가능하며, 다른 지역에서는 SBS 홈페이지의 러브FM 실시간 듣기 또는 인터넷 라디오 고릴라를 통해서만 청취가 가능하다.

## 매일코너
- 사연과 신청곡
- 차 한 잔 하시죠

## 주말, 휴일코너
- 토, 일요일: 주제가 있는 토크 - 3부(15:30~16:00) 시간에 한 가지 주제에 관해 실시간 사연을 받아 소개해 주고 그 중 5명가량 선정하여 상품을 증정한다.

## 지역 민방 프로그램
| 프로그램               | 지역                 | 방송국 | 진행자 |
| ---------------------- | -------------------- | ------ | ------ |
| 강영운의 딱좋은 라디오 | 부산광역시, 경상남도 | KNN    | 강영운 |

| SBS 러브FM              |                           |                              |
| 이전                    | 2시의 뮤직쇼 김기덕입니다 | 다음                         |
| 윤형빈, 양세형의 투맨쇼 | 2시의 뮤직쇼 김기덕입니다 | 김흥국, 봉만대의 털어야 산다 |
| 낮 12시 10분 ~ 오후 2시 | 오후 2시 5분 ~ 오후 4시   | 오후 4시 5분 ~ 오후 6시      |
|                         | 부산/경남 지역 자체 방송  |                              |